# Università di Sharif
Università di Sharif o Sharif University of Technology(in persiano  دانشگاه صنعتی شریف‎ - Dāneshgāh-e San'ati-ye Sharif) è un'università iraniana per l'ingegneria e scienze fisiche a Teheran.
Nome dell'università viene da "Majid Sharif Vaghefi", un ex-studente dell'università, ucciso nel 1975.
Prima fu chiamata Aryamehr University of Technology (in persiano دانشگاه صنعتی آریامهر‎ Dāneshgāh-e San'ati-ye Āryāmehr), per un breve periodo dopo la Rivoluzione islamica del 1979, veniva chiamata Tehran University of Technology.